# Афанеор, дочь Ахархеллена
«Афанеор, дочь Ахархеллена» — историко-этнографический рассказ Ивана Антоновича Ефремова, впервые опубликован в 1960 году.

## Сюжет
Молодой туарег из племени тай-ток Тирессуэн — опытный проводник караванов, работающий в европейских экспедициях в Центральной Сахаре. Встретив на музыкальном празднике ахале красавицу Афанеор из народа тиббу, Тирессуэн полюбил её. Афанеор, получившая своё имя в честь дочери вождя кель-аджеров Ахархеллена, правившего за пятьдесят лет до описанных событий, рассказала проводнику о тревожных перспективах для туарегов и других жителей пустыни, образ жизни которых находится под угрозой в результате вмешательства европейцев. Она рассказала также о русском путешественнике Елисееве, который оставил после себя воспоминание о русских как о народе, в отличие от других европейцев считающем равными себе другие народы, но обладающим европейскими знаниями. Мечтой Афанеор стало побывать в России или хотя бы найти сахарца, который проделал бы такое путешествие. С этой просьбой девушка и обратилась к своему возлюбленному.
Через некоторое время французский археолог профессор Ванедж предложил Тирессуэну провести его экспедицию к развалинам древнего города в сердце смертельно опасной пустыни Танезруфт. Взамен на своё согласие быть проводником туарег просит устроить ему поездку в Россию. Ведомая им экспедиция достигла древнего города, но невдалеке от него экспедиционная машина потерпела аварию, которая угрожала путешественникам гибелью. Тирессуэн пешком отправился за запчастями на ближайшую станцию Транссахарской магистрали, в то время как в его отсутствие археологи обследовали древний город.
После возвращения в город профессору удалось преодолеть сопротивление французской администрации и добиться для туарега разрешения на поездку в Ленинград. Впервые попав в другую страну, Тирессуэн знакомится с русской переводчицей и её друзьями. Молодые люди показывают гостю зимний город, водят его на металлургический завод, в галерею искусств, на балет, знакомят его с балериной. Тирессуэн находит в много общего в отношении к жизни двух народов и убеждается в правоте слов Афанеор.
По пути домой туарег узнаёт о готовящемся французской армией в Сахаре испытания атомной бомбы, способной заразить окружающую среду и нанести вред проживающим в пустыне людям. Тирессуэн и Афанеор принимают решение бороться против испытания и донести до сахарских народов правду о грозящей им опасности.

## Разное
- Рассказ стал одним из первых советских художественных произведений, описывающих природу Сахары и быт населяющих его народов.
- По словам И. А. Ефремова[2], рассказ написан в память о замечательном русском путешественнике, докторе Елисееве, исследователе очень интересного народа туарегов обитателей центральных районов Сахары.